# Relus ter Beek
Aurelus Louis (Relus) ter Beek (Coevorden, 18 januari 1944 – Assen, 29 september 2008) was een Nederlands politicus.

## Levensloop
Ter Beek groeide op in Coevorden en haalde zijn HBS-b aan het Coevorder Lyceum. Hierna  ging Ter Beek politieke en sociale wetenschappen studeren aan de Universiteit van Amsterdam. Van beide studies haalde hij zijn kandidaats. In 1964 werd hij voorzitter van de Democratisch-Socialistische Studentenvereniging Politeia.

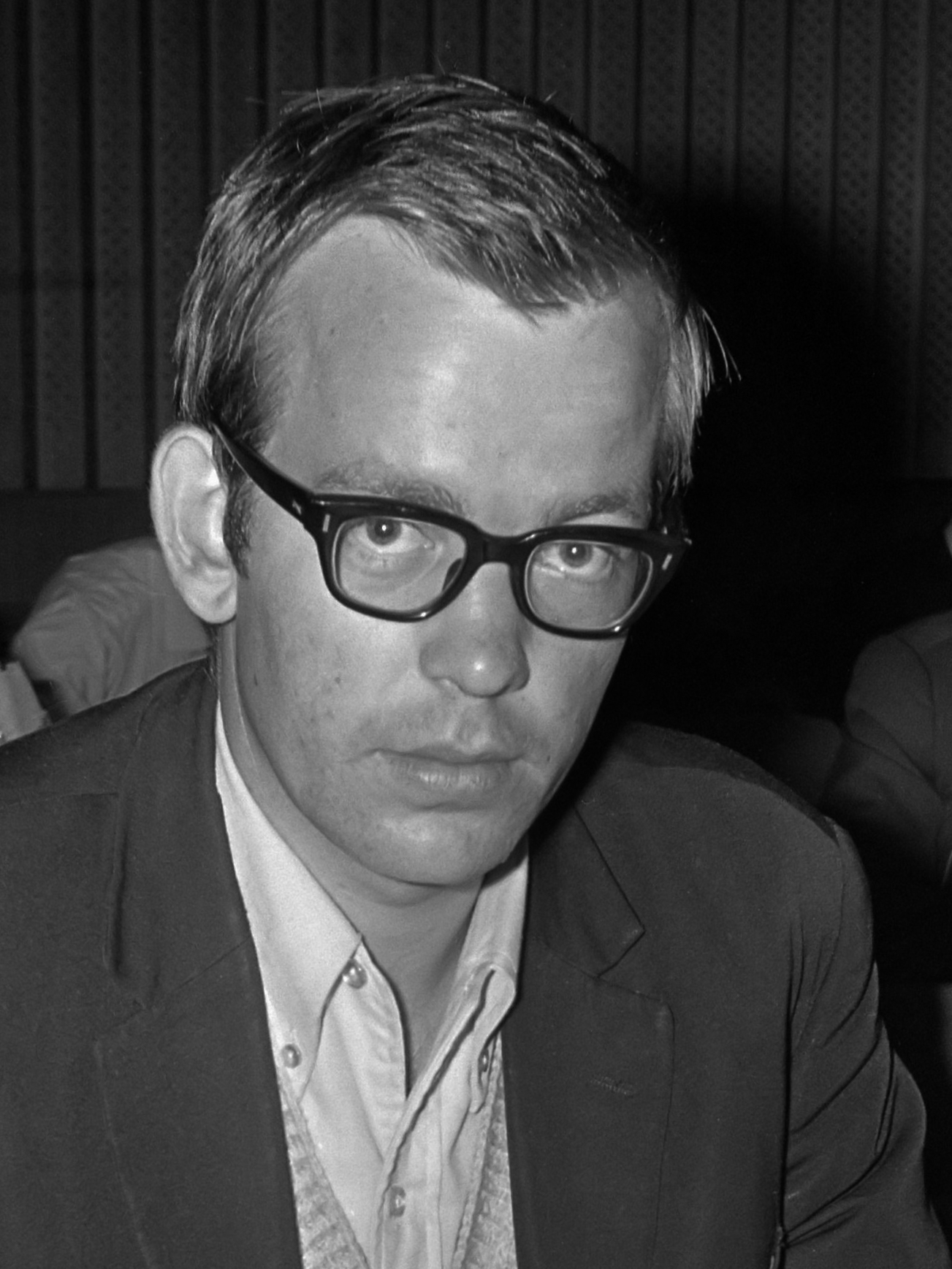
Relus ter Beek in 1968

In zijn studententijd werd hij lid van de PvdA, waarbinnen hij tot Nieuw Links behoorde. Op 9 april 1965 plaatste Ter Beek als protest een spandoek met de tekst: "Wij eren Van Heutsz, die in Atjeh dorpen heeft platgebrand", bij het borstbeeld van Joannes Benedictus van Heutsz in Coevorden. Een kleindochter van de betreffende militair diende een klacht in wegens smaad, waarop Ter Beek werd veroordeeld tot het betalen van vijftig gulden boete.
In 1968 werd hij voorzitter van de Federatie van Jongerengroepen van de Partij van de Arbeid (FJG). Een jaar later werd hij verkozen in het partijbestuur. Ter Beek werkte enige tijd als wetenschappelijk medewerker voor de VARA, waarna hij op 27-jarige leeftijd in de Tweede Kamer kwam. Van 1971 tot en met 1975 was Ter Beek internationaal secretaris van de PvdA. In de Tweede Kamer was Ter Beek buitenlandwoordvoerder namens zijn partij. Hij speelde een belangrijke rol in de Kamerdebatten over het apartheidsbewind in Zuid-Afrika en over kernwapens. Hij behoorde in het buitenlandbeleid tot de linkervleugel van zijn partij.
Hij werd in november 1989 minister van Defensie in het derde kabinet-Lubbers. In zijn Prioriteitennota werd besloten tot inkrimping en professionalisering van de Nederlandse krijgsmacht en tot opschorting van de dienstplicht. Ter Beek was eerstverantwoordelijke voor de Nederlandse deelname aan de Golfoorlog van 1990-1991 en voor de uitzending van Nederlandse militairen naar Bosnië (Srebrenica).
Nog tijdens zijn ministerschap werd hij in 1994 opnieuw gekozen tot lid van de Tweede Kamer. Ter Beek verliet betrekkelijk snel de Tweede Kamer, vanwege zijn benoeming tot Commissaris van de Koningin in de provincie Drenthe. Deze benoeming vond plaats op 1 januari 1995.
Als Commissaris van de Koningin maakte hij zich in 2008 met succes sterk voor de komst van de Ronde van Spanje naar Drenthe: in 2009 is de 64e Vuelta gestart in Assen. Hij werd in deze ronde geëerd met de Cota de Witteveen, een beklimming in de tweede etappe van Assen naar Emmen.

## Overlijden en uitvaart
Op 26 augustus 2008 werd door de provincie Drenthe bekendgemaakt dat Ter Beek aan longkanker leed. Op 29 september 2008 overleed hij na een kortstondig ziekbed op 64-jarige leeftijd aan de gevolgen van deze ziekte. Hij werd op 6 oktober 2008 begraven op de (natuur)begraafplaats van het dorp Witteveen.
Tijdens zijn uitvaart bracht Daniël Lohues het lied Op fietse en Deurrieden tot an de streep ten gehore. Ook Harry Muskee speelde enkele nummers, waaronder Window of my eyes. De neef van Relus ter Beek, Marco ter Beek, bracht "Imagine" van John Lennon ten gehore.

## Onderscheidingen
- 1983: Ridder in de Orde van de Nederlandse Leeuw
- 1992: Bob Angelo Penning
- 1994: Commandeur in de Orde van Oranje-Nassau
- 2012: Een van de treinstellen (10521) op de Vechtdallijnen (concessie Arriva Personenvervoer Nederland) draagt de naam "Relus ter Beek". Zijn naam en die van twaalf andere personen, zijn door een jury gekozen uit ruim 600 namen.

- Biografisch Portaal: 16472308
- Digitale Bibliotheek voor de Nederlandse Letteren: beek061
- Gemeinsame Normdatei: 119453193
- Nederlandse Thesaurus van Auteursnamen: 142973718
- Parlement.com: vg09lle3rtwa
- Virtual International Authority File: 27882138
- WorldCat: E39PBJkD4gvDwV4fmHgkg6Pmh3